# Catàleg Col·lectiu de les Universitats de Catalunya
El Catàleg Col·lectiu de les Universitats de Catalunya, conegut com a CCUC, és una base de dades multidisciplinària que dona accés a més de deu milions de documents físics (llibres, revistes, articles, vídeos, pàgines web, etc), gestionada pel Consorci de Serveis Universitaris de Catalunya.
Conté els fons documentals de prop de 100 biblioteques de Catalunya: les biblioteques membres del CSUC i altres biblioteques associades.
El seu objectiu és facilitar accés a la informació bibliogràfica de les institucions que l'integren, estalviar recursos de catalogació a través de la còpia de registres, facilitar la gestió del préstec consorciat i el desenvolupament i manteniment d'estàndards. Disposa d'un servei de consulta en línia.

## Història
El març de 1991, la Universitat Autònoma de Barcelona, la Universitat Politècnica de Catalunya, la Universitat Pompeu Fabra i la Xarxa de Biblioteques Populars de la Diputació de Barcelona, que compartien el mateix sistema automatitzat de gestió de biblioteques, van encarregar la realització d'un estudi per crear una xarxa bibliotecària. A partir d'aquest estudi, es va presentar l'any 1992 un projecte al Departament d'Ensenyament de la Generalitat de Catalunya per optar als plans d'ajut, el qual va ser aprovat i redirigit com a projecte de cooperació entre les universitats catalanes. Durant els anys 1992, 1993 i 1994 es va implementar la primera fase del projecte, amb la interconnexió dels catàlegs de la Universitat de Barcelona, la Universitat Autònoma de Barcelona, la Universitat Politècnica de Catalunya, la Universitat Pompeu Fabra, la Universitat de Girona, la Universitat Rovira i Virgili i la Universitat de Lleida.
El CCUC es va fer realitat després de cinc anys de gestions, estudis i preparació. Comptà amb l'ajuda econòmica rebuda per la Comissió Interministerial de Ciència i Tecnologia (Cicyt) del Govern d'Espanya i el Comissionat per a Universitats i Recerca de la Generalitat de Catalunya.
Durant el 1995 van començar els treballs tècnics, amb la càrrega dels registres bibliogràfics de les institucions participants. L'ordinador central es va ubicar a la Universitat Politècnica de Catalunya. Durant aquesta tasca es va elaborar un programa per la detecció automàtica de registres duplicats. El fet que les biblioteques catalanes seguien unes mateixes normes de catalogació i classificació i usaven la mateixa versió del format MARC (el CATMARC) va facilitar aquests treballs.
La creació efectiva del catàleg del CCUC va tenir lloc entre 1995 i 1996 amb la col·laboració d'equips de treball formats per personal bibliotecari, informàtic i directiu de les diferents institucions. Per poder mantenir i ampliar el projecte i el catàleg, a finals de 1996 es va formar el Consorci de Biblioteques Universitàries de Catalunya. El 2013 aquest organisme va quedar integrat en el Consorci de Serveis Universitaris de Catalunya.